# اس‌اس آمریکا (۱۹۴۰)
اس‌اس آمریکا (۱۹۴۰) (به انگلیسی: SS America (1940)) کشتی که طول آن ۶۶۳ فوت ۶ اینچ (۲۰۲٫۲۳ متر) می باشد.این کشتی در سال ۱۹۳۹ ساخته شده است.